# Hololepta syntexis
Hololepta syntexis är en skalbaggsart som beskrevs av Lewis 1900. Hololepta syntexis ingår i släktet Hololepta och familjen stumpbaggar. Inga underarter finns listade i Catalogue of Life.